# A. Bertram Chandler
Arthur Bertram Chandler (* 28. März 1912 in Aldershot in England; † 6. Juni 1984 in Sydney) war ein australischer Science-Fiction-Autor.

## Leben
Chandler wurde im englischen Aldershot geboren. Sein Vater Arthur Robert Chandler fiel als Soldat im Ersten Weltkrieg. Seine Mutter Ida Florence, geborene Calver, war eine Hausangestellte.
Nach dem Besuch der Sir John Leman School in Beccles, Suffolk, erwarb er am Sir John Cass Technical Institute, einer Londoner Seefahrtschule, ein Befähigungszeugnis (Patent) für Große Fahrt (Certificate of Competency as Master of a Foreign-Going Steamship).
1928, mit 16 Jahren, ging er dann zur Handelsmarine, heuerte bei Sun Shipping an und fuhr in den folgenden Jahren hauptsächlich auf Trampfrachtern im Indischen Ozean. 1937 wechselte er zur Shaw Savill Line, fuhr Liniendienst zwischen Großbritannien und Australien und Neuseeland und brachte es dort zum Ersten Offizier.
Während des Zweiten Weltkriegs nahm er an den Konvoifahrten nach England teil.
1956 ging er nach Australien, wo er sich naturalisieren ließ, arbeitete für die  Union Steam Ship Company of New Zealand, wurde schließlich Kapitän und ging 1974 in den Ruhestand.
Chandlers schriftstellerische Karriere begann mit einem Besuch bei John W. Campbell in New York, der ihn einlud, für sein Science-Fiction-Magazin Astounding zu schreiben. Im Mai 1944 erschien dann dort Chandlers erste Kurzgeschichte This Means War!. In den folgenden knapp zwei Jahrzehnten veröffentlichte er Dutzende von Kurzgeschichten bei Astounding und anderen Magazinen. Als seine beste Story aus dieser Zeit gilt Giant Killer (Astounding, Oktober 1945), in der mutierte Riesenratten einen interstellaren Getreidetransporter zu übernehmen versuchen. 1996 wurde Giant Killer für den Retro Hugo Award nominiert.
Chandlers bekanntestes Werk jedoch ist zweifellos der ab 1961 erscheinende Rim-World-Zyklus, mit drei Dutzend Büchern und zahlreichen Kurzgeschichten eine der umfangreichsten Serien eines einzelnen Autors in der Science-Fiction-Literatur. Die Rim Worlds sind eine Gruppe von am Rand der Galaxis (galactic rim) liegenden Welten an der Grenze zur sternenlosen intergalaktischen Leere. In diesem mehrere Jahrhunderte in der Zukunft angesiedelten Zyklus betreiben mit Überlichtantrieb ausgestattete Raumschiffe einen regen Handel zwischen den Grenzwelten, die in Hinblick auf Gesetzlosigkeit und Exotik einen fruchtbaren Nährboden für dramatische Space Opera bieten. Hauptfigur ist John Grimes, der in der interstellaren Handelsmarine schließlich zum Kapitän und Kommodore der Randwelten aufsteigt und dabei zahlreiche Abenteuer erlebt, ganz ähnlich wie die Figur des Seehelden Horatio Hornblower in den Romanen von C. S. Forester. Chandler selbst bekannte sich dazu, dass Hornblower ein Vorbild von Grimes ist.
Der Rim-World-Zyklus ist keine Romanserie im engeren Sinn, insofern es keine definierte Reihenfolge gibt und auch John Grimes nicht immer der Protagonist ist. So war bei den ersten Romanen des Zyklus nicht Grimes, sondern Derek Calver die Hauptfigur. Es gibt bei den Rim-World-Romanen auch Untergruppen wie etwa die drei Romane um die Kaiserin der Galaxis (Empress of Outer Space, Space Mercenaries und Nebula Alert). Manche Romane von Chandler weisen auch nur Berührungspunkte mit dem Rim-World-Universum auf, sodass der Rim-World-Zyklus eigentlich eine Gruppe von Werken mit einer fiktiven Welt als Klammer gesehen werden kann. Immerhin skizzierte Chandler 1974 die folgende ungefähre Chronologie der bis dahin vorhandenen Rim-World-Romane um John Grimes:
- The Road to the Rim (1967)
- To Prime the Pump (1971)
- The Hard Way Up (1972)
- Spartan Planet/False Fatherhood (1968)
- The Inheritors (1972)
- The Broken Cycle (1975)
- The Big Black Mark (1975)
- Catch the Star Winds (1969)
- Into the Alternate Universe (1964)
- Contraband from Otherspace (1967)
- The Rim Gods (1969)
- Alternate Orbits (1971)
- Nebula Alert (1967)
- The Gateway to Never (1972)
- The Dark Dimensions (1971)
- The Way Back (erschien 1976)

Chandler schrieb nach 1960 auch eine Reihe von Romanen außerhalb der Rim Worlds, darunter Kelly Country (1983), auf Deutsch erschienen als Die australische Revolution, einen Alternate-History-Roman, in dem er Ned Kelly einen erfolgreichen Aufstand gegen die Briten führen ließ. Sein US-Herausgeber Donald A. Wollheim hielt diesen Roman für Chandlers bestes Buch überhaupt.
Chandlers Werk umfasst über 40 Romane und 200 Kurzgeschichten.
Er erhielt 1969, 1971, 1974 und 1976 den Ditmar Award in der Kategorie Australische Science-Fiction. 1976 gewann er mit seiner Kurzgeschichte Wet Paint den japanischen Seiun Award.
Chandler war in erster Ehe mit Joan Margaret Barnard verheiratet. 1961 heiratete er in zweiter Ehe Susan Constance Schlenker. Er hatte drei Kinder.
Seine Tochter Jenny ist mit dem britischen Horror-Autor John Ramsey Campbell verheiratet.

## Auszeichnungen
- 1969 Ditmar Award für False Fatherland in der Kategorie „Australian Long Fiction“
- 1971 Ditmar Award für die Kurzgeschichte The Bitter Pill in der Kategorie „Australian SF“
- 1975 Ditmar Award für den Roman The Bitter Pill in der Kategorie „Australian SF“
- 1976 Ditmar Award für The Big Black Mark in der Kategorie „Australian SF“
- 1976 Seiun Award für Wet Paint als beste ausländische Kurzgeschichte

## Bibliografie
Die Serien sind nach dem Erscheinungsjahr des ersten Teils geordnet. Wird bei Übersetzungen von Kurzgeschichten als Quelle nur Titel und Jahr angegeben, so findet sich die vollständige Angabe bei der entsprechenden Sammelausgabe.

### Rim-World-Zyklus
Kurzgeschichten
- Chance Encounter (in: New Worlds Science Fiction, #81 March 1959)
  - Deutsch: Zufällige Begegnung. Übersetzt von Uwe Anton. In: Charles G. Waugh, Isaac Asimov und Martin H. Greenberg (Hrsg.): Sternenschiffe (2). Ullstein Science Fiction & Fantasy #31145, 1987, ISBN 3-548-31145-8.
- Forbidden Planet (in: Fantastic Universe, July 1959)
- The Key (in: Fantastic, July 1959)
- The Man Who Could Not Stop (in: The Magazine of Fantasy and Science Fiction, May 1959)
  - Deutsch: Flucht in die Ewigkeit. Übersetzt von Clark Darlton. In: Walter Ernsting (Hrsg.): Expedition nach Chronos. Heyne SF&F #3056, 1965.
- To Run the Rim (in: Astounding Science Fiction, January 1959)
- Wet Paint (in: Amazing Science Fiction Stories, May 1959)
- The Winds of If (in: Amazing Stories, September 1963)
- Rimghost (in: Famous Science Fiction, Spring 1967)
- The Bird-Brained Navigator (in: If, June 1968)
- Last Dreamer (in: If, August 1968; auch: The Last Dreamer, 1978)
- The Rim Gods (in: If, April 1968)
- The Tin Fishes (in: If, December 1968)
- The Kinsolving’s Planet Irregulars (in: Galaxy Magazine, July 1969; auch: Hall of Fame, 1971)
  - Deutsch: Ruhmeshalle. Übersetzt von Leni Sobez. In: Weltraumspuk. Moewig (Terra Astra #35), 1972.
- The Minus Effect (in: Galaxy Magazine, August 1969; auch: The Subtracter, 1972)
  - Deutsch: Eva. Übersetzt von Denis Scheck. In: Grimes macht Karriere. 1983.
- The Soul Machine (in: Galaxy Magazine, October 1969)
  - Deutsch: Die Seelenmaschine. In: Walter Spiegl (Hrsg.): Science-Fiction-Stories 83. Ullstein Science Fiction & Fantasy #31017, 1980, ISBN 3-548-31017-6.
- The Rub (in: Galaxy Magazine, April 1970)
  - Deutsch: Da liegt der Hund begraben. Übersetzt von Leni Sobez. In: Weltraumspuk. Moewig (Terra Astra #35), 1972.
- Sleeping Beauty (in: Galaxy Magazine, February 1970; auch: The Sleeping Beauty, 1978)
  - Deutsch: Dornröschen im All. Übersetzt von Denis Scheck. In: Grimes macht Karriere. 1983.
- The Wandering Buoy (in: Analog Science Fiction/Science Fact, September 1970)
  - Deutsch: Die Wanderboje. Übersetzt von Denis Scheck. In: Grimes macht Karriere. 1983.
- The Man Who Sailed the Sky (1971, in: A. Bertram Chandler: Alternate Orbits / The Dark Dimensions)
  - Deutsch: Der Mann, der durch die Lüfte segelte. Übersetzt von Leni Sobez. In: Weltraumspuk. Moewig (Terra Astra #35), 1972.
- The Mountain Movers (in: Galaxy Magazine, March 1971)
  - Deutsch: Ein Raumschiff erwacht. Übersetzt von Denis Scheck. In: Grimes macht Karriere. 1983.
- Sister Ships (in: Galaxy Magazine, September-October 1971; auch: The Sister Ships)
  - Deutsch: Die Schwesterschiffe. Übersetzt von Leni Sobez. In: Weltraumspuk. Moewig (Terra Astra #35), 1972.
- What You Know (in: Galaxy Magazine, January 1971)
  - Deutsch: Was man weiß. Übersetzt von Denis Scheck. In: Grimes macht Karriere. 1983.
- The Dutchman (in: Galaxy Magazine, November-December 1972)
- The Tin Messiah (1972, in: A. Bertram Chandler: The Hard Way Up)
  - Deutsch: Der Blechmessias. Übersetzt von Denis Scheck. In: Grimes macht Karriere. 1983.
- With Good Intentions (1972, in: A. Bertram Chandler: The Hard Way Up)
  - Deutsch: Mit besten Absichten. Übersetzt von Denis Scheck. In: Grimes macht Karriere. 1983.
- The Last Hunt (in: Galaxy Magazine, March-April 1973)
- On the Account (in: Galaxy, May-June 1973)
- Rim Change (in: Galaxy, August 1975)
- The Long Fall (in: Amazing Stories, July 1977)
- Doggy in the Window (in: Amazing Stories, November 1978)
- Grimes Among the Gourmets (1978, in: A. Bertram Chandler: The Dark Dimensions / The Rim Gods)
- Grimes and the Great Race (1978, in: A. Bertram Chandler: The Dark Dimensions / The Rim Gods)
- Grimes and the Jailbirds (1978, in: A. Bertram Chandler: The Dark Dimensions / The Rim Gods)
- Grimes and the Odd Gods (1978, in: A. Bertram Chandler: The Dark Dimensions / The Rim Gods)
  - Deutsch: Grimes und die sonderbaren Götter. Übersetzt von Michael Windgassen. In: Ronald M. Hahn (Hrsg.): Nacht in den Ruinen. Heyne SF&F #4099, 1984, ISBN 3-453-31059-4.
- Grimes at Glenrowan (in: Isaac Asimov’s Science Fiction Magazine, March-April 1978)
- The Sleeping Beast (in: Amazing Stories, January 1978)
- Journey’s End (in: Amazing Science Fiction, February 1979)
- John Grimes: Autobiographische Notizen. In: A. Bertram Chandler: Grimes reist in die Unendlichkeit. Übersetzt von Denis Scheck. Goldmann Science Fiction Abenteuer #23756, 1983, ISBN 3-442-23756-4.
- Grimes and the Gaijin Daimyo (2008, in: Jack Dann (Hrsg.): Dreaming Again: Thirty-Five New Stories Celebrating the Wild Side of Australian Fiction)

Romane
- Bring Back Yesterday (1961)
  - Deutsch: Im Zeitkreis gefangen. Übersetzt von Heinz Zwack. Moewig (Terra #331), 1964.
- When the Dream Dies (in: Amazing Stories, February 1961; auch: Rendezvous on a Lost World)
  - Deutsch: Die Welt der Roboter. Moewig (Terra #263), 1962.
- The Deep Reaches of Space (1964)
  - Deutsch: Der Mann, der zu den Sternen flog. Moewig (Terra #465), 1966.

Derek Calver:
- 1 The Rim of Space (1961)
  - Deutsch: Am Rande der Milchstraße. Übersetzt von Heinz Zwack. Moewig (Terra #214), 1962. Auch als: Vagabunden der Galaxis. Übersetzt von Leni Sobez. Bastei-Lübbe SF #21081, 1976, ISBN 3-404-00487-6.
- 2 The Ship from Outside (1963, in: A. Bertram Chandler: Beyond the Galactic Rim / The Ship From Outside)
- The Rim of Space / The Ship from Outside (Sammelausgabe von 1 und 2; 1979, Sammelausgabe)

Empress Irene:
- 1 Empress of Outer Space (1965, in: A. Bertram Chandler: The Alternate Martians / Empress of Outer Space)
  - Deutsch: Die Kaiserin der Galaxis. Übersetzt von Birgit Bohusch. Moewig (Terra #498), 1967.
- 2 Space Mercenaries (1965)
- 3 Nebula Alert (1967)
  - Deutsch: Das Universum der Rebellen. Moewig (Terra Nova #79), 1969.

John-Grimes-Reihe
- 1 The Road to the Rim (2 Teile in: If, April 1967 ff.)
  - Deutsch: Straße in die Unendlichkeit. Moewig (Terra Nova #74), 1969. Auch als: Grimes reist in die Unendlichkeit. Übersetzt von Denis Scheck. Goldmann Science Fiction Abenteuer #23756, 1983, ISBN 3-442-23756-4.
- 2 To Prime the Pump (1971)
  - Deutsch: Grimes auf El Dorado. Übersetzt von Denis Scheck. Goldmann Science Fiction Abenteuer #23757, 1983, ISBN 3-442-23757-2.
- 3 The Hard Way Up (1972)
  - Deutsch: Grimes macht Karriere. Übersetzt von Denis Scheck. Goldmann Science Fiction Abenteuer #23758, 1983, ISBN 3-442-23758-0.
- 4 The Broken Cycle (1975)
  - Deutsch: Universum der Roboter. Übersetzt von Walter Brumm. Pabel (Terra Taschenbuch #295), 1977. Auch als: Grimes im Paradies des Todes. Übersetzt von Denis Scheck. Goldmann SF Abenteuer #23759, 1983, ISBN 3-442-23759-9.
- 5 Spartan Planet (2 Teile in: Fantastic, March 1968 ff.; auch: False Fatherland)
  - Deutsch: Grimes bei den Rebellen von Sparta. Übersetzt von Denis Scheck. Goldmann SF Abenteuer #23760, 1984, ISBN 3-442-23760-2.
- 6 The Inheritors (1972, in: A. Bertram Chandler: The Inheritors / Gateway to Never)
  - Deutsch: Welt der Vergessenen. Übersetzt von H. P. Lehnert. Pabel-Moewig (Terra Astra #121), 1973. Auch als: Grimes und die vergessene Kolonie. Übersetzt von Denis Scheck. Goldmann SF Abenteuer #23761, 1984, ISBN 3-442-23761-0.
- 7 The Big Black Mark (1975)
  - Deutsch: Grimes und die Liebesdroge. Übersetzt von Denis Scheck. Goldmann SF Abenteuer #23762, 1984, ISBN 3-442-23762-9.
- 8 The Far Traveller (1977)
  - Deutsch: Grimes und das Schiff aus Gold. Übersetzt von Wolfgang E. Hohlbein. Goldmann SF Abenteuer #23763, 1984, ISBN 3-442-23763-7.
- 9 Star Courier (1977)
  - Deutsch: Grimes gegen die Piratenkönigin. Übersetzt von Denis Scheck. Goldmann SF Abenteuer #23764, 1984, ISBN 3-442-23764-5.
- 10 To Keep the Ship (1978)
  - Deutsch: Grimes in gefährlicher Mission. Übersetzt von Denis Scheck. Goldmann SF Abenteuer #23765, 1984, ISBN 3-442-23765-3.
- 11 Matilda’s Stepchildren (1979; auch: Matilda’s Step Children, 1983)
  - Deutsch: Grimes als Gladiator. Übersetzt von Dieter Winkler. Goldmann SF Abenteuer #23766, 1985, ISBN 3-442-23766-1.
- 12 Star Loot (1980)
  - Deutsch: Grimes, Freibeuter des Weltraums. Übersetzt von Denis Scheck. Goldmann SF Abenteuer #23768, 1985, ISBN 3-442-23768-8.
- 13 The Anarch Lords (1981)
  - Deutsch: Grimes bei den Anarcholords. Übersetzt von Dieter Winkler und Wolfgang E. Hohlbein. Goldmann SF Abenteuer #23769, 1985, ISBN 3-442-23769-6.
- 14 The Last Amazon (1984)
  - Deutsch: Grimes und die letzte Amazone. Übersetzt von Denis Scheck. Goldmann SF Abenteuer #23771, 1985, ISBN 3-442-23771-8.
- 15 The Wild Ones (1984)
- 16 Catch the Star Winds (1969, in: A. Bertram Chandler: Catch the Star Winds)
  - Deutsch: Der Sternensegler. Übersetzt von Birgit Reß-Bohusch. Moewig (Terra Nova #153), 1970.
- 17 Into the Alternate Universe (1964, in: A. Bertram Chandler: The Coils of Time / Into the Alternate Universe)
  - Deutsch: Im Spalt zwischen den Universen. Übersetzt von Horst Mayer. Pabel (Utopia Zukunftsroman #518), 1966.
- 18 Edge of Night (2 Teile in: If, September 1966 ff.; auch: Contraband from Otherspace, 1967)
  - Deutsch: Das Wrack aus der Unendlichkeit. Moewig (Terra Nova #18), 1968.
- 19 The Gateway to Never (1972, in: A. Bertram Chandler: The Inheritors / Gateway to Never)
  - Deutsch: Das Tor zum Nichts. Übersetzt von H. P. Lehnert. Pabel-Moewig (Terra Astra #101), 1973.
- 20 The Rim Gods (1968)
  - Deutsch: Die Götter der Randwelten. Übersetzt von Birgit Reß-Bohusch. Moewig (Terra Nova #106), 1970.
- 21 Alternate Orbits (1971; auch: The Commodore at Sea, 1979)
  - Deutsch: Weltraumspuk. Übersetzt von Leni Sobez. Moewig (Terra Astra #35), 1972.
- 22 The Dark Dimensions (1971, in: A. Bertram Chandler: Alternate Orbits / The Dark Dimensions)
  - Deutsch: Raumschiff aus dem Nichts. Moewig (Terra Astra #55), 1972.
- 23 The Way Back (1976)
  - Deutsch: Flug ins Gestern. Übersetzt von Horst Hoffmann. Pabel (Terra Taschenbuch #300), 1978.

John-Grimes-Sammelausgaben
- Beyond the Galactic Rim / The Ship From Outside (1963)
- Alternate Orbits / The Dark Dimensions (Sammelausgabe von 21 und 22; 1971)

The Saga of Commodore John Grimes (Ace Double Set):
- 1 The Road to the Rim / The Hard Way Up (Sammelausgabe von 1 und 3; 1972)
- 2 The Inheritors / Gateway to Never (Sammelausgabe von 6 und 19; 1972)
- 3 The Dark Dimensions / The Rim Gods (Sammelausgabe von 20 und 22; 1978)
- 4 Into the Alternate Universe / Contraband from Otherspace (Sammelausgabe von 17 und 18; 1979)
- 5 The Commodore at Sea / Spartan Planet (Sammelausgabe von 5 und 21; 1979)

John Grimes (Science Fiction Book Club-Sammelausgaben):
- 1 John Grimes: Lieutenant of the Survey Service (2000)
- 2 John Grimes: Survey Captain (2002)
- 3 John Grimes: Tramp Captain (2003)
- 4 John Grimes: Reserve Commodore (2004)
- 5 John Grimes: Rim Runner (2004)
- 6 John Grimes: Rim Commander (2005)

John Grimes Saga (Baen-Sammelausgaben):
- 1 To the Galactic Rim (Sammelausgabe von 1–4; 2011)
- 2 First Command (Sammelausgabe von 5–8; 2011)
- 3 Galactic Courier (Sammelausgabe von 9–12; 2011)
- 4 Ride the Star Winds (Sammelausgabe von 13–16; 2012)
- 5 Upon a Sea of Stars (Sammelausgabe von 17, 18, 20, 21; 2014)
- 6 Gateway to Never (Sammelausgabe von 19, 22, 23; 2015)

### Serien und Zyklen
Christopher Wilkinson (Romane)
- 1 The Coils of Time (1964, in: A. Bertram Chandler: The Coils of Time / Into the Alternate Universe)
  - Deutsch: Sprung in die Zeit. Übersetzt von Horst Mayer. Pabel (Utopia Zukunftsroman #538), 1967.
- 2 The Alternate Martians (1965, in: A. Bertram Chandler: The Alternate Martians / Empress of Outer Space)

### Romane
- Special Knowledge (1946)
  - Deutsch: Planet ohne Umkehr. Übersetzt von Heinz Zwack. Pabel Utopia-Großband #150, 1961.
- The Three Suns of Amara (1961)
- The Hamelin Plague (1963)
- Glory Planet (1964)
- The Sea Beasts (1971)
- The Bitter Pill (1974)
- When the dream dies (1981)
- Kelly Country (1983)
  - Deutsch: Die australische Revolution. Übersetzt von Denis Scheck. Goldmann Science Fiction #23497, 1986, ISBN 3-442-23497-2.
- Frontier of the Dark (1984)
- Tales from the Planet Earth (1986; Gemeinschaftsprojekt von 19 Autoren)

### Sammlungen
- The Coils of Time / Into the Alternate Universe (2 Romane; 1964)
- The Alternate Martians / Empress of Outer Space (1965, Sammelausgabe)
- Up to the Sky in Ships (1982)
- From Sea to Shining Star (1990)

### Kurzgeschichten
1944
- This Means War! (in: Astounding Science Fiction, May 1944)

1945
- Alter Ego (in: Astounding Science Fiction, March 1945)
- The Golden Journey (in: Astounding Science Fiction, June 1945)
- Giant Killer (in: Astounding Science Fiction, October 1945)
  - Deutsch: Shrick, der Riesentöter. Übersetzt von Martin Eisele. In: Hans Joachim Alpers und Werner Fuchs (Hrsg.): Die Vierziger Jahre II. Hohenheim (Edition SF im Hohenheim Verlag), 1983, ISBN 3-8147-0033-3.
- One Came Back (in: Thrilling Wonder Stories, Fall 1945)

1946
- Special Knowledge (in: Astounding Science Fiction, February 1946)
  - Deutsch: Planet ohne Umkehr. Übersetzt von Heinz Zwack. Pabel (Utopia-Großband #150), 1961.
- Lady Dog (in: Astounding Science Fiction, March 1946)
- Stability (in: Astounding Science Fiction, July 1946)
- False Dawn (in: Astounding Science Fiction, October 1946)
- Tower of Darkness (in: Astounding Science Fiction, November 1946)
- And Not in Peace (in: Famous Fantastic Mysteries, December 1946)

1947
- Bad Patch (in: Astounding Science Fiction, January 1947)
- Traveler’s Tale (in: Startling Stories, January 1947)
- Boomerang (in: Famous Fantastic Mysteries, August 1947)
- Castaway (in: Weird Tales, November 1947)
  - Deutsch: Der Schiffbrüchige. Übersetzt von Heiner H. Boeck. In: Roboter bluten nicht … und andere Utopia-Kurzgeschichten. Pabel (Utopia Zukunftsroman #449), 1965.
- Castaway (1947; als George Whitley)

1948
- New Wings (in: Astounding Science Fiction, April 1948)
- The Tides of Time (in: Fantastic Adventures, June 1948)
- Dawn of Nothing (in: Astounding Science Fiction, August 1948)
- Preview of Peril (in: Planet Stories, Fall 1948)
- Mutiny on Venus (in: Planet Stories, Winter 1948)

1949
- Moon of Madness (in: Planet Stories, Spring 1949)
- Position Line (1949, in: New Worlds, #4)

1950
- Haunt (in: The Magazine of Fantasy and Science Fiction, Summer 1950)
- Terror of the Mist-Maidens (in: Out of this World Adventures, July 1950)
- Second Meeting (in: The Magazine of Fantasy and Science Fiction, Fall 1950)
- Fire Brand! (in: Marvel Science Stories, November 1950; auch: Firebrand!, 1978)
- Raiders of the Solar Frontier (in: Out of this World Adventures, December 1950; auch: And All Disastrous Things, 1951)
- Coefficient X (in: New Worlds, #6 Spring 1950)

1951
- Obituary (in: Slant, Winter 1951)
- Reaping Time (in: Slant, Winter 1951)

1952
- Lost Art (in: Startling Stories, January 1952)
- Pest (in: New Worlds, #13 January 1952)
- Finishing Touch (in: New Worlds, #16 July 1952; auch: Doom Satellite, 1953)
- Frontier of the Dark (in: Astounding Science Fiction, September 1952)
  - Deutsch: Die Ausgestossenen. Übersetzt von Bodo Baumann. In: Walter Spiegl (Hrsg.): Science Fiction Stories 1. Ullstein 2000 #1 (2760), 1970.
- The Serpent (in: New Worlds, #17 September 1952)
- Next in Line (in: Science-Fantasy, v 2 # 4, Spring 1952)
- Path of Glory (1952, in: Slant, Winter 1952 – 1953)

1953
- Farewell to Lotos (in: Science Fiction Adventures, February 1953)
- Final Voyage (in: Science Fiction Adventures, February 1953)
- Jetsam (in: New Worlds Science Fiction, #20 March 1953)
- Viscous Circle (in: Fantastic Universe, June-July 1953)
  - Deutsch: Ewiger Kreislauf. Übersetzt von Robert F. Atkinson. In: Bert Koeppen (Hrsg.): Utopia-Magazin 14. Pabel Utopia Magazin #14, 1958. Auch als: Teufelskreis. Übersetzt von Otto Kühn. In: Walter Spiegl (Hrsg.): Science-Fiction-Stories 22. Ullstein 2000 #39 (2943), 1973, ISBN 3-548-02943-4.
- A Matter of Timing (in: Fantastic Universe, August-September 1953)
- Gateway (in: Cosmos Science Fiction and Fantasy Magazine, September 1953)
- The Forest of Knives (in: Fantastic Universe, October-November 1953)
- Moonflowers and Mary (in: Fantastic Universe, October-November 1953)
- Hot Squat (in: Cosmos Science Fiction and Fantasy Magazine, November 1953)
- Last Day (in: Fantastic Worlds, Summer 1953)

1954
- Shadow Before (in: Cosmos Science Fiction and Fantasy Magazine, March 1954)
- Zoological Specimen (in: New Worlds Science Fiction, #23 May 1954)
  - Deutsch: Tödliche Fracht. Übersetzt von Birgit Reß-Bohusch. In: Der Sternensegler. Moewig (Terra Nova #153), 1970.
- Six of One … (in: Science Fantasy, July 1954)
- The Wrong Track (in: Fantastic Universe, October 1954)

1955
- Late (in: Science Fantasy, April 1955)
- Moonfall (in: Imagination, May 1955)
- As It Was in the Beginning (1955; als S H M)

1956
- Late Arrival (in: Imaginative Tales, March 1956)
- The Unharmonious Word (1956, in: Science Fantasy, Vol. 7, No. 19)
- Not Quite the Noblest (1956)

1957
- Alone (in: New Worlds Science Fiction, #56 February 1957)
- The Maze (in: Science Fantasy, v 7 #21, 1957)
- The Survivors (in: Authentic Science Fiction, #77 (February) 1957)
- Time to Change (in: New Worlds Science Fiction, #57 March 1957)
- The Principle (in: Science Fantasy, April 1957)
- They Blow Up (in: Authentic Science Fiction, #79 April 1957; auch: The Hostile Survivors)
- Dark Reflection (in: Authentic Science Fiction, #80 May 1957)
- The Pool (1957, in: Nebula Science Fiction, Number 21)
- … And a Half-Dozen of the Other … (in: Future Science Fiction, #33. Summer 1957)
- The Cage (in: The Magazine of Fantasy and Science Fiction, June 1957)
  - Deutsch: Der Käfig. In: Anthony Boucher (Hrsg.): 16 Science Fiction-Stories. Heyne-Anthologien #5, 1964.
- Drift (in: Astounding Science Fiction, June 1957)
  - Deutsch: Drift. Übersetzt von Erik Simon. In: Klaus Reißmann (Hrsg.): Informationsblatt AG Halle – Sonderheft 1972. Privatdruck AG Wiss. Ph. Halle S, 1972. Auch als: Strandgut. Übersetzt von Walter Spiegl. In: Walter Spiegl (Hrsg.): Science-Fiction-Stories 6. Ullstein 2000 #7 (2818), 1972, ISBN 3-548-02818-7.
- The Window (1957, in: Nebula Science Fiction, Number 22)
- The Book of Power (in: New Worlds Science Fiction, #62 August 1957)
- I’ll Take Over (in: Super-Science Fiction, August 1957; auch: And the Glory)
- Mother of Invention (in: Authentic Science Fiction, #83 (August) 1957)
- The Search for Sally (in: Super-Science Fiction, August 1957)
- The Successors (1957, in: Nebula Science Fiction, Number 23)
- The Trouble with Them (in: Science Fantasy, August 1957)
- Artifact (1957, in: Nebula Science Fiction, Number 24; auch: The Last Citizen, 1958)
- Sister Under the Skin (in: New Worlds Science Fiction, #63 September 1957)
- How to Win Friends (in: Science Fantasy, October 1957)
- Sense of Wonder (in: New Worlds Science Fiction, #64 October 1957)
- The Beholders (in: Fantastic Universe, November 1957)
- The Half Pair (in: New Worlds Science Fiction, #65 November 1957)
- A Matter of Taste (in: Science Fiction Quarterly, November 1957)
- Ghost (in: Science Fantasy, December 1957; auch: Ghost World, 1958)
- Swap Shop (in: New Worlds Science Fiction, #66 December 1957)
- The Tie That Binds (in: Science Fantasy, December 1957)

1958
- The Explanation (in: Fantastic Universe, January 1958)
- The Converts (in: Science Fantasy, v 9 #27, 1958)
- One Man’s Ambition (in: Amazing Stories, February 1958)
- The Bureaucrat (in: If, April 1958)
- Flypaper Planet (in: Imagination, April 1958)
- Motivation (1958, in: Nebula Science Fiction, Number 29)
- In the Box (in: New Worlds Science Fiction, #71 May 1958)
- Fall of Knight (in: Fantastic Universe, June 1958)
- Gift Horse (in: If, June 1958)
- SOS, Planet Unknown (in: Vanguard Science Fiction, June 1958)
- The Ultimate Vice (in: Space Travel, July 1958)
- Words and Music (1958, in: Nebula Science Fiction, Number 32)
- It Started with Sputnik (in: Amazing Science Fiction Stories, August 1958)
- The Song (in: Future Science Fiction, No. 38, August 1958)
- Why? (in: Amazing Science Fiction Stories, September 1958)
- Albatross (in: If, October 1958)
- Dreamboat (in: New Worlds Science Fiction, #76 October 1958)
  - Deutsch: Die Wunschreise. Übersetzt von Eduard Lukschandl. In: Die Zeit des Regenbogens. Pabel (Utopia Zukunftsroman #526), 1967.
- Invasion (in: Super-Science Fiction, October 1958)
- Clear View (in: Amazing Science Fiction Stories, November 1958)
- Critical Angle (in: The Magazine of Fantasy and Science Fiction, November 1958)
- Planet of Ill Repute (in: Infinity Science Fiction, November 1958)
- The Underside (in: Science Fantasy, v11 #32, 1958)
- What’s In a Name? (1958; als S H M)
- What Would You Do? (1958)

1959
- No More Sea (in: Amazing Science Fiction Stories, January 1959)
- The Right Ingredients (in: New Worlds Science Fiction, #79 January 1959)
- The Silence (in: Amazing Science Fiction Stories, February 1959)
- Spaceman’s Delight (in: Science Fiction Stories, March 1959)
- Can Do (in: Science Fantasy, April 1959)
- Temptress of Eden (in: Future Science Fiction, No. 42, April 1959)
- Familiar Pattern (in: Astounding Science Fiction, August 1959)
- The Idol (in: Fantastic, August 1959)
- The Outsiders (in: Astounding Science Fiction, August 1959)
- The Female of the Species (in: Fantastic Science Fiction Stories, September 1959)
- The Magic, Magic Carpet (in: Fantastic Science Fiction Stories, October 1959)
- Precession (1959; als George Whitley)
- The Word (1959; als S H M)

1960
- Lost Thing Found (1960, in: New Worlds Science Fiction, #94 May)
- Homing Tantalus (1960, in: New Worlds Science Fiction, #96 July)
- The Habit (in: Amazing Science Fiction Stories, August 1960)
- No Return (1960, in: New Worlds Science Fiction, #97 August)
- Seeing Eye (in: Amazing Stories, October 1960)

1961
- Change of Heart (1961, in: New Worlds Science Fiction, #110 September; als George Whitley)
- The Genie (in: Fantastic Stories of Imagination, September 1961)
- All Laced Up (1961, in: New Worlds Science Fiction, #112 November; als George Whitley)
  - Deutsch: Besuch aus der Zukunft. In: Sieben aus Raum und Zeit. Pabel (Utopia Zukunftsroman #474), 1966.
- By Implication (1961, in: Science Fiction Adventures, No. 23)

1964
- A Question of Theology (in: Amazing Stories, April 1964)
- The Long Way (in: Worlds of Tomorrow, November 1964; mit Susan Chandler)

1967
- Two Can Play (in: Australian Science Fiction Review, #10, June 1967)

1968
- The Left-Hand Way (1968, in: Harry Harrison und Brian W. Aldiss (Hrsg.): Best SF: 1967; auch: The Left Hand Way)
- When I Was In the Zoo (in: Galaxy Magazine, July 1968)

1969
- The Kingsolving’s Planet Irregulars (1969; auch als: Hall of Fame, 1969)
  - Deutsch: Ruhmeshalle. Übersetzt von Leni Sobez. In: A. Bertram Chandler: Weltraumspuk. Moewig Terra Astra #35, 1972.

1970
- The Proper Gander (in: Analog Science Fiction/Science Fact, January 1970)
- Sea Change (1970, in: Harry Harrison (Hrsg.): The Year 2000)
- The Bitter Pill (in: Vision of Tomorrow #9, June 1970)

1971
- The Pied Potter (in: The Magazine of Fantasy and Science Fiction, August 1971)
  - Deutsch: Der Ratten-Gang. Übersetzt von Wulf H. Bergner. In: Wulf H. Bergner (Hrsg.): Reisebüro Galaxis. Heyne SF&F #3418, 1974, ISBN 3-453-30308-3.
- The Sister Ships (1971)
  - Deutsch: Die Schwesterschiffe. Übersetzt von Leni Sobez. In: A. Bertram Chandler: Weltraumspuk. Moewig Terra Astra #35, 1972.

1975
- Hard Luck Story (1975, in: Void #1)
- The Hairy Parents (1975, in: Void #2)
  - Deutsch: Haarige Vorfahren. Übersetzt von Christoph Göhler. In: Paul Collins und Peter Wilfert (Hrsg.): SF aus Australien. Goldmann Science Fiction #23410, 1982, ISBN 3-442-23410-7.

1976
- Kelly Country (1976, in: Void #3)
- The Far Traveller (in: Analog Science Fiction/Science Fact, August 1976)

1977
- No Room in the Stable (in: Isaac Asimov’s Science Fiction Magazine, Fall 1977)

1978
- Not Without Precedent (1978, in: Paul Collins (Hrsg.): Envisaged Worlds)

1979
- UFO (in: The Cygnus Chronicler, December 1979)

1981
- The Way It Was (in: Omega Science Digest, March-April 1981; auch: A New Dimension, 1982)

1982
- A Clockwork Lemon (in: Isaac Asimov’s Science Fiction Magazine, June 1982)

1986
- Don’t Knock the Rock (1986, in: Frederik Pohl und Elizabeth Anne Hull (Hrsg.): Tales from the Planet Earth)

nicht erschienen
- The True Believers (in: Harlan Ellison (Hrsg.): The Last Dangerous Visions)